# Sodegarami
Il sodegarami (袖搦?, intrappolatore di maniche) è un'arma giapponese utilizzata soprattutto dalle forze di polizia samurai e per auto-difesa nel Giappone feudale.

## Descrizione
Il sodegarami è molto simile allo tsukubo e al sasumata (fanno parte della stessa famiglia di armi ed insieme a queste compone il Torimono sandōgu, i tre strumenti di arresto) ed è lungo solitamente 2 metri o più. Il manico è fatto di legno e spesso rivestito con ferro borchiato per rinforzarlo ed aumentare i danni. La testa è composta da punte di ferro curve che si protendono verso l'alto e verso il basso. L'arma può avere anche due teste poiché essendo più leggero dello tsukubo e del sasumata, la manogevolezza dell'arma non ne risente. Il sodegarami era usato per intrappolare le maniche e più in generale i vestiti di avversari che a quel punto potevano essere più facilmente disarmati.

## Galleria d'immagini

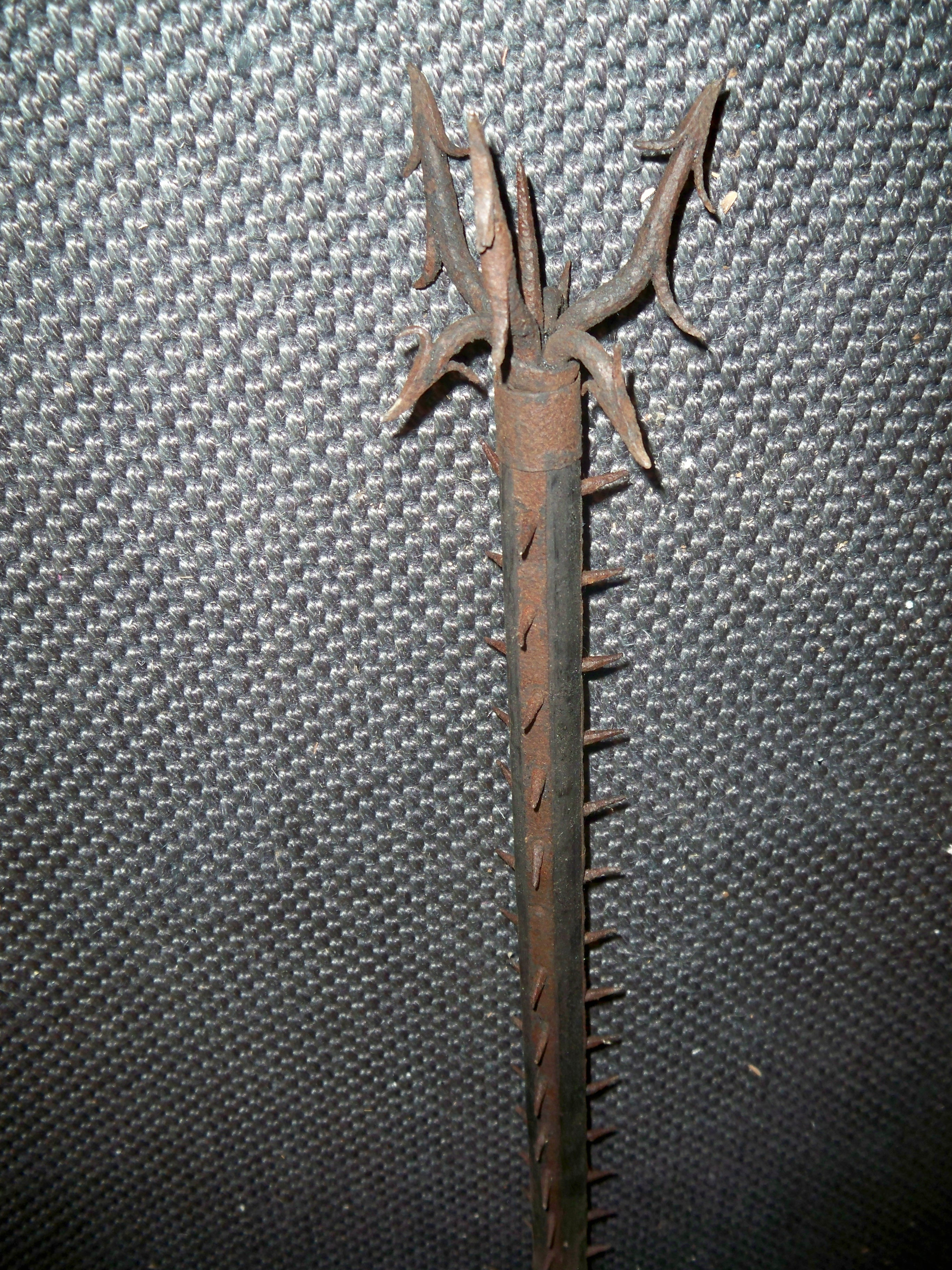
Sodegarami del periodo Edo in ferro, usato dalla polizia samurai e dalle forze di sicurezza per catturare sospetti armati
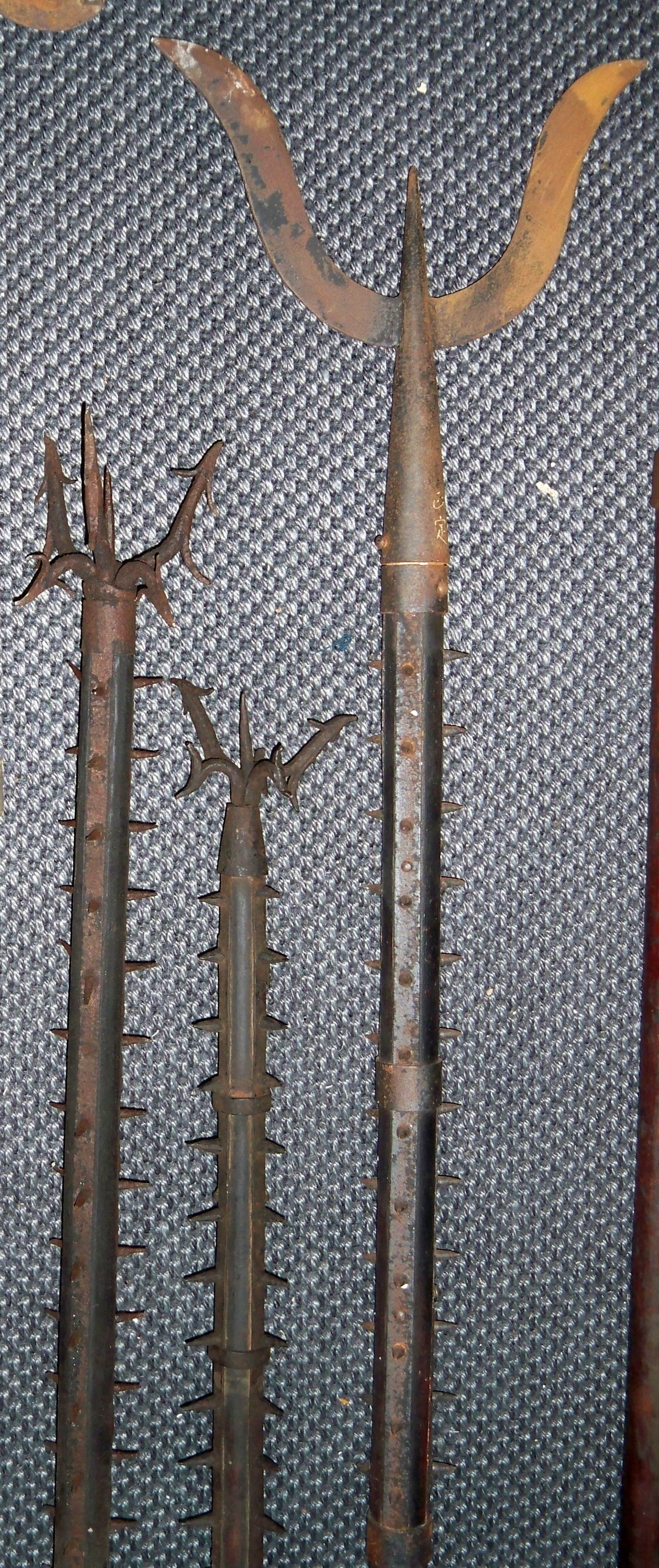
Sodegarami e sasumata